# Joachim Rønneberg
Joachim Holmboe Rønneberg (ur. 30 sierpnia 1919 w Ålesund, zm. 21 października 2018) – norweski żołnierz, dowódca operacji Gunnerside w czasie II wojny światowej.

## Życiorys
Po zajęciu Norwegii przez wojska niemieckie w 1940, przedostał się do Wielkiej Brytanii, gdzie przeszedł przeszkolenie wojskowe w ramach tajnej agencji rządowej wspomagającej ruch oporu w okupowanych państwach Europy w czasie II wojny światowej – Special Operations Executive (SOE). Brał udział w operacjach dywersyjnych na terenie Norwegii. W lutym 1943 kierował operacją Gunnerside, w ramach której dokonano sabotażu w zakładach Norsk Hydro, niszcząc linię produkcyjną ciężkiej wody produkowanej przez Niemców w ramach intensywnych prac badawczych nad bronią atomową. Po operacji, Rønneberg przedostał się do Szwecji. W tym samym roku (1943) został odznaczony najwyższym odznaczeniem Królestwa Norwegii – Krzyżem Wojennym z Mieczami.
Od 1945 pracował jako dziennikarz radiowy.
W serialu telewizyjnym Bitwa o ciężką wodę w postać Joachima Rønneberga wcielił się Tobias Santelmann.